# Aldersgrænser i Danmark
Aldersgrænser er indført i Danmark på forskellige områder, blandt andet i forbindelse med kriminel lavalder, indkøb af tobak og spiritus, for modtagelse af efterløn samt folkepension, kapitalpensionsordninger, erhvervelse af kørekort, valgalder, film etc.
Formålet med aldersgrænser kan være af præventiv eller praktisk art.

## Aldersgrænser
Følgende aldersgrænser er gældende i Danmark:
| Begrænsning                                                    | Alder | Note |
| -------------------------------------------------------------- | ----- | --- |
| Undervisningspligt                                             | 6     | Fra 1. august det år, man fylder 6 år. |
| Høring ved skilsmisse af forældre                              | 10    | [ 2 ] |
| Arbejde i fritiden                                             | 13    | [ 3 ] |
| Kriminelle lavalder                                            | 15    | [ 4 ] |
| Seksuel lavalder                                               | 15    | [ 5 ] |
| Fultidsarbejde                                                 | 15-17 | 31. juli det år, man afslutter 9. klassetrin. |
| Kørekort til lille knallert                                    | 15    | Undervisning må begyndes, når eleven er 14 år og 6 måneder. |
| Køb af ikke-smertestillende håndkøbsmedicin                    | 15    | [ 8 ] |
| Køb af spiritus med alkoholvolumen under 6 pct.[kilde mangler] | 16    | [ 9 ] |
| Erhvervelse af jagttegn                                        | 16    | [ 10 ] |
| Traktorkørekort                                                | 16    | [ 11 ] |
| Bilkørekort                                                    | 17    | Der stilles krav om, at 17-årige kørekortindehavere skal køre med med en ledsager. Der stilles følgende krav til ledsageren: - Minimum 30 år. - Indehaver af almindeligt bilkørekort de seneste 10 år. I den periode må kørekortet ikke have været frakendt. - Ledsager skal medbringe eget kørekort. - Skal være i stand til at køre bilen lovligt. - Ledsager skal sidde på det forreste passagersæde. 17-årige må kun køre i Danmark. |
| Donation af blod                                               | 17    | [ 13 ] |
| Køb af spiritus med alkoholvolumen over 16,5 pct.              | 18    | [ 9 ] |
| Kørekort til stor knallert                                     | 18    | [ 14 ] |
| Køb af spiritus på serveringssteder                            | 18    | [ 15 ] |
| Køb af tobak                                                   | 18    | [ 16 ] |
| Køb af fyrværkeri                                              | 18    | Personer i alderen 15 til 18 år må dog gerne købe helårsfyrværkeri som knaldhætter, knaldbånd, knaldperler, knallerter, bordbomber, trækbordbomber, stjernekastere og isfontæner. |
| Valgret                                                        | 18    | [ 18 ] |
| Modtagelse af SU                                               | 18    | Første dag i kvartalet efter at man er fyldt 18 år |
| Deltagelse i en forestilling med pornografisk optræden         | 18    | [ 5 ] |
| Kørekort til mellemstor motorcykel                             | 20    | [ 20 ] |
| Ansættelse som politibetjent                                   | 21    | [ 21 ] |
| Kørekort til lille bus                                         | 21    | [ 22 ] |
| Kørekort til stor lastbil                                      | 21    | [ 22 ] |
| Kørekort til stor motorcykel                                   | 24    | 22 år, hvis man har haft kørekort til mellemstor motorcykel i mindst to år |
| Familiesammenføring                                            | 24    | Se 24-års-reglen |
| Alkoholbevilling                                               | 25    | 23 år, hvis ansøger har en afsluttet uddannelse inden for hotel- og restaurationsfaget |
| Fuld kontanthjælp                                              | 30    | [ 26 ] |
| Folkepension                                                   | 65    | Født efter 1.1.1954: 65,5 år, 1.7.1954: 66 år, 1.1.1955: 66,5 år, 01.07.1955: 67 år |